# Боговете сигурно са полудели 2
„Боговете сигурно са полудели 2“ (на английски: The Gods Must Be Crazy II) е комедиен филм от 1989 г., написан и режисиран от Джейми Уис, и продължение на филма от 1980 г. Боговете сигурно са полудели, на който Уис също е сценарист и режисьор. Филмът е международна копродукция на ЮАР, Ботсвана и САЩ.
Историята започва с двама бракониери на слонове – хронично злият „Биг Бен“ Бренър и неговият любезен, но не много интелигентен помощник Джордж, пресичащи района, в който живее Хихо. Любопитни за превозното си средство, синът на Хихо, Хири и дъщерята Хиса се качват в ремаркето с цистерна за вода и биват отведени на принудителна разходка, докато бракониерите продължават. Сиксо ги следва пеша, решен да прибере децата си.
Д-р Ан Тейлър, млад адвокат от Ню Йорк, пристига в курорта, за да изнесе лекция на правна конференция. Тъй като има свободно време, тя приема поканата на млад мъж да се повози с двуместен моторен свръхлек самолет. Те отиват при учения д-р Стивън Маршал, на когото току-що са съобщили по радиото, че трябва да се яви в друг курорт, откъдето току-що дошла д-р Тейлър, за да се погрижи за ранено животно, което са намерили. Оставяйки другия пилот да наблюдава камиона и оборудването му, тя се отправя към курорта с Ан на борда, но се сблъсква с лошо време и катастрофира, засядайки в пустинята Калахари. По това време назрява война, олицетворена от изгубен кубински войник (Матео) и неговия анголски враг (Тими), които многократно се опитват да се пленят един друг.
В хода на филма всички тези хора се пресичат с Хихо и/или неговите деца. Накрая сюжетът кулминира в това, че бракониерите залавят Хихо, Тейлър, Маршал и двамата войници. Хихо успява да ги спаси, а Джордж, който всъщност е добър човек, държан под контрола на шефа си, дава на Хихо указания на децата си. Бракониерите са заловени, двамата войници се споразумяват малко неохотно и се разделят без по-нататъшно насилие, Тейлър и Маршал се завръщат в цивилизацията (макар и не без последен смущаващ инцидент), влизайки в интимна връзка, а Хихо намира децата си.

## Актьорски състав
- Нхау като Хихо
- Ерос като Хири
- Ханс Стридом като д-р Стивън Маршал
- Лена Фаруджа като д-р Ан Тейлър
- Ерик Боуен като Матео
- Трешър Тшабалала като Тими
- Пиер ван Плецен като Джордж
- Лорънс Суанепул като „Биг Бен“ Бренер
- Давид Круипер като Ом Давид

## Отзиви
Филмът получава смесени отзиви от критиците. В Rotten Tomatoes 54% от 13 рецензии на критиците са положителни, със среден рейтинг 5,8 от 10. Metacritic, който определя претеглена средна стойност, дава на филма резултат от 51 от 100 въз основа на 17 рецензии, което означава „смесен или средни отзиви“.